# Mumbulumafälle (Kalungwishi)
Die Mumbulumafälle sind Stromschnellen des Kalungwishi im Nordosten Sambias.

## Beschreibung
Sie befinden sich etwa 3 km oberhalb der Kundabwikufälle. Im Vergleich zu den anderen Fällen wie die Lumangwe-Fälle, Chimpepefälle, Kabwelumafälle und Kundabwikufälle am Kalungwishi sind sie eher unspektakulär und werden als Stromschnellen beschrieben.

## Abgrenzung
Es gibt insgesamt drei Wasserfälle in der Region die den Namen Mumbuluma tragen. Der größte ist der am Luafumu. Daneben einen, den kleinsten der drei Fälle, am Kalungwishi und einen Weiteren am Luangwa der zur Energiegewinnung  genutzt werden soll. Das Wort Ku-mbuluma heißt knurren, röhren auf Chibemba, der lokalen Sprache.